# シューベルトまつだ
シューベルトまつだは、日本の歌手、作詞家、作曲家、シンガーソングライター、ラジオパーソナリティー、タレントである。
沖縄県名護市出身。

## 来歴・人物
師匠はベートーベン鈴木。3月14日「さーたーあんだぎーの日」の制定者。
18歳で沖縄から上京し、劇団に所属。テレビ番組のエキストラや、デパートや遊園地などでのヒーローショーのアルバイトなどをし、20代前半、水木一郎の元にて、アニメシンガー「歌のお兄さん」としての活動をスタートする。CD「なつかしくってヒーロー」歌／水木一郎（＊一郎さんちの仲間たち～バックコーラス）で参加する。
その後、東京都内のライブハウスなどで、ライブ活動を始める。東京演芸協会にも所属し、浅草演芸ホールなどの寄席にも出演。他、歌謡ショーなどの司会の仕事をこなす。
2002年、故郷の楽器「三線」と出会い、独学で三線を習った上で、沖縄ソングの作詞作曲の活動も始める。「沖縄のPR活動」に取り組んでいる。
全国的にも三線を携えてのライブ活動を展開、ラジオパーソナリティー、イベント等への出演、ラジオ番組の企画製作、音楽プロデュース等活動。オリジナルキャラクター「Mr.あんだぎーまん」としても登場することがあり、「歌う司会者」としてイベント出演もしている。   

## 作品CD
- 電話のうた（SONYレコード／作詞作曲）（1991.9.21発売）
- さーたーあんだぎーのうた（2005.4.19発売）
- シューベルトまつだのうちな～ソング！（アルバム）サウンドプロデュースby藤岡洋（2008.3.14発売）
- さーたーあんだぎのうた〜ワールドバージョン/100万粒の涙 サウンドプロデュースby藤岡洋（2008.12.20発売）

## 着うた、着うたFull
- さーたーあんだぎーのうた
- 美ら海の風

## 出演

### 出演TV番組
- フジテレビ「火曜ワイドスペシャル」
- TBS「三宅祐司の天下御免ね!」「ワンダフル」
- 日本テレビ「Newsリアルタイム」
- NHK「お昼ですよ!ふれあいホール」「首都圏ネットワーク」
- NHK沖縄「あなじま」「太陽カンカン」
- テレビ朝日「スーパーJチャンネル」

### ラジオ
- 山形放送「ルンルンわくわくサンデー!」
- FMうらら「シューベルトまつだのオキナワノ時間」

### CM・ビデオ
- サンケイ新聞ラジオCM
- マクドナルド（チキンタツタ編）
- 高田引越センター（四国地方）
- テイチクビデオ「日光猿軍団～お猿の学校」（ナレーション）

### 雑誌・新聞
- テレビガイド増刊号
- 通販カタログ（メンズ秋物衣料）
- 新聞、沖縄情報誌、地方タウン情報誌他

### ドラマ／映画
- テレビ朝日「ツインズ教師」
- 日本テレビ「火曜サスペンス劇場～競馬場の女」
- 東映映画「英二」（長渕剛主演）

### 寄席
- 浅草演芸ホール[2]
- 東洋館
- 沖縄かりゆし寄席